# Кокшин, Алексей Терентьевич
Алексе́й Тере́нтьевич Ко́кшин (30 марта 1918, Старая Тура, Собакинская волость, Казанский уезд, Казанская губерния, Российская империя — 29 января 1995, Ивантеевка, Московская область, Россия) — советский деятель образования, педагог. Директор средних школ № 4 (1951—1958), № 11 (1958—1962), № 23 (1966—1980) города Йошкар-Олы Марийской АССР. Заслуженный учитель школы Марийской АССР (1978). Участник Великой Отечественной войны. Член ВКП(б).

## Биография
Родился 30 марта 1918 года в дер. Старая Тура ныне Высокогорского района Татарстана.
Получил образование в области немецкого языка: в 1936 году окончил Казанское педагогическое училище, в 1940 году — 3-годичные Центральные курсы заочного обучения иностранным языкам.
В октябре 1940 года призван в РККА из п. Юдино Татарской АССР: учился на стрелка-радиста дальней бомбардирующей авиации, затем был направлен на курсы подготовки командного состава, окончить которые не успел. Участник Великой Отечественной войны: переводчик в штабе 6-й армии Западного фронта, с марта 1944 года — в отдельной моторизованной разведывательной роте штаба 3 Белорусского фронта, рядовой. Участвовал в освобождении городов Киева, Вильнюса, Каунаса, во взятии города-крепости Кёнигсберг. Дважды, в 1943 и 1945 году, был ранен. Вступил в ВКП(б). Демобилизовался из армии в сентябре 1945 года в звании лейтенанта административной службы. Награждён орденами Славы III и II степени и медалями, в том числе медалью «За отвагу».
С 1945 города — преподаватель, завуч Марийского целлюлозно-бумажного техникума в Волжске Марийской АССР.
До 1951 года работал учителем немецкого языка, в 1951—1958 годах — директор школы № 4, в 1958—1962 годах — директор школы № 11, в 1966—1980 годах — директор школы № 23 города Йошкар-Олы Марийской АССР. Во время руководства школой № 11 много сделал для организации производственного обучения: при нём были построены новые производственные мастерские, организованы хорошие цехи по производственному обучению на заводах «Торгмаш» и «Электроавтоматика». В школе № 23 создал первый в Йошкар-Оле класс с углублённым изучением химии, учащиеся школы активно сотрудничали с рабочим коллективом Завода полупроводниковых приборов Йошкар-Олы.
В 1959 году заочно окончил факультет иностранных языков Марийского педагогического института имени Н. К. Крупской.
В 1980—1982 годах работал методистом в Йошкар-Олинском городском отделе народного образования.
В 1953—1963, 1967—1977 годах, на протяжении 10 созывов, избирался депутатом Йошкар-Олинского городского Совета.
В 1978 году ему присвоено почётное звание «Заслуженный учитель школы Марийской АССР».
Скончался 29 января 1995 в подмосковной Ивантеевке.

## Звания и награды
Трудовые
- Заслуженный учитель школы Марийской АССР (1978)[1]
- Медаль «За доблестный труд. В ознаменование 100-летия со дня рождения Владимира Ильича Ленина»
- Медаль «Ветеран труда»

Боевые
- Орден Славы III степени (10.08.1944)[2][3]
- Орден Славы II степени (27.04.1945)[2][3]
- Орден Отечественной войны II степени (06.04.1985)[4]
- Медаль «За отвагу» (1943)[2][3]
- Медаль «За победу над Германией в Великой Отечественной войне 1941—1945 гг.» (09.05.1945)[2][3]

## Память
- Информация о педагоге и руководителе А. Т. Кокшине представлена в экспозициях школьных музеев школ № 4 и № 11 г. Йошкар-Олы Марий Эл[7].